# Chef Aid: The South Park Album
Chef Aid: The South Park Album es un álbum de 1998 basado en la serie animada estadounidense South Park. Varios reconocidos artistas participaron en el álbum, que fue producido por Rick Rubin. Chef Aid contiene canciones inspiradas en la serie y otras que no tienen conexión con South Park. El álbum fue publicado durante la segunda temporada de la serie.

## Lista de canciones
1. "South Park Theme" (Primus) – 0:40
2. "Nowhere to Run" (Ozzy Osbourne/DMX/Ol' Dirty Bastard/The Crystal Method/Fuzzbubble) – 4:40
3. "Chocolate Salty Balls" (P.S. I Love You) (Chef) – 3:55
4. "Brad Logan" (Rancid) – 2:16
5. "Come Sail Away" (Eric Cartman) – 5:12
6. "Kenny's Dead" (Master P.) – 3:24
7. "Simultaneous" (Chef) – 3:17
8. "Will They Die 4 You?" (Mase/Diddy/Lil' Kim/System of a Down) – 3:52
9. "Hot Lava" (Perry Farrell) – 3:50
10. "Bubblegoose" (Wyclef Jean) – 2:52
11. "No Substitute" (Chef) – 4:47
12. "Wake Up Wendy" (Elton John) – 5:58
13. "Horny" (Mousse T. y. Hot 'N' Juicy) – 3:31
14. "Huboon Stomp" (Devo) – 3:21
15. "Love Gravy" (Rick James, Ike Turner) – 4:01
16. "Feel Like Makin' Love" (Ned Gerblansky) – 3:26
17. "The Rainbow" (Ween) – 2:45
18. "Tonight is Right For Love" (Meat Loaf) – 3:03
19. "It's a Rockin' World" (Joe Strummer) – 2:31
20. "Mephisto and Kevin" (Primus) – 5:18
21. "Mentally Dull" – 4:34